# قدم زدن (ای‌پی)
قدم زدن (به انگلیسی: Walk) آلبومی از گروه موسیقی موسیقی هوی متال پنترا است.